# Serverette
Serverette är en kommun i departementet Lozère i regionen Occitanien i södra Frankrike. Kommunen ligger i kantonen Saint-Alban-sur-Limagnole som tillhör arrondissementet Mende. År 2022 hade Serverette 249 invånare.

## Befolkningsutveckling
Antalet invånare i kommunen Serverette
| Referens: INSEE |